# My God-Given Right
My God-Given Right é o décimo sexto álbum de estúdio da banda alemã de power metal Helloween. Foi lançado em 29 de maio de 2015. É o sétimo álbum consecutivo da banda a ser produzido por Charlie Bauerfeind; o primeiro pela gravadora Nuclear Blast desde o Rabbit Don't Come Easy, de 2003; e o quinto álbum de inéditas consecutivo com a mesma formação.

## Produção e divulgação
Em outubro de 2014, a banda anunciou que estava trabalhando em um novo álbum que seria lançado em maio de 2015, com produção de Charlie Bauerfeind e com as gravações acontecendo no Estúdio Mi Sueño em Tenerife. Em 26 de fevereiro de 2015, a banda anunciou o título, a capa e a data exata de lançamento: 25 de maio. Segundo o fundador e guitarrista Michael Weikath, não houve nenhum motivo em especial para a troca de gravadoras, foi "apenas negócios".
Em 17 de abril de 2015, a faixa "Battle's Won" foi lançada como primeiro single do álbum, estreando na Team Rock Radio UK da revista Metal Hammer. dias depois, a Nuclear Blast dos Estados Unidos estreou o segundo single, "Lost In America". Ambas as faixas ficaram disponíveis para download imediato exclusivo na pré-venda do álbum no iTunes.

## Conceito e composição
O álbum é considerado pela banda como um álbum de "volta às raízes", conquanto mantendo alguns elementos modernos.
Michael afirmou que o álbum seria "só bom e velho heavy metal do jeito que deve ser". Ele complementou: "[O álbum] "é mais aberto ao público. Eu não diria comercial, é mais amigável. Isso foi também o que o Charlie queria fazer, é típico do Helloween dos anos 80 e do Helloween moderno ao mesmo tempo. Nós não queríamos nos preocupar demais com conceitos e o que fazer, e apenas ser aqueles que nós somos. Nós só queríamos fazer o que nós defendemos, o que nós somos conhecidos por fazer. E isso funciona muito, muito bem, eu acho." Ele também afirmou que o álbum seria ou "um dos álbuns mais vendidos ou também um dos mais criticados por alguns fãs".
Michael e o vocalista Andi Deris concordaram que haveria "haters" para 'detonar' o álbum, mas eles pretendiam manter "uma atitude liberal com relação ao heavy metal: fazer qualquer coisa que queremos - e não seguir as direções que os sabem-tudo nos teriam empurrado. Nós nos mantivemos imperturbáveis e trouxemos à realidade nossa visão de 'vale tudo' no processo de composição de 'My God-Given Right' porque nós acreditamos que é o nosso direito dado por Deus (sem trocadilhos) fazer como queremos e cumprir nossa visão musical sem quaisquer fronteiras."  Andi também disse que o álbum é uma tentativa de satisfazer todas as gerações de fãs.
A banda compôs 33 ou 34 canções para o álbum e deixou que o produtor Charlie e sua equipe escolhesse aquelas que formariam a lista de faixas final. Andi justificou o método da seguinte forma:
| “ | [...] nós os dissemos para não nos dar a escolha, porque quando você escreve uma canção, ela é o seu bebê, você a ama até a morte. Se alguém na banda vem e te fala eu não gosto dela, você tem um problema dentro da banda e ninguém é tão legal assim. Machuca. Então essas decisões deveriam na verdade ser feitas por outras pessoas, elas gostam do que fazemos. [...] É bem melhor do que ter bandas se matando, como fizemos nos nossos primeiros dias. | ” |

## Capa e título
A capa apresenta um "exército de abóboras" em volta de uma Estátua da Liberdade parecida com a do filme O Dia Depois de Amanhã enterrada até metade da cabeça na neve. Foi novamente criada por Martin Häusler e foi disponibilizada também em uma impressão 3D lenticular, visível sem óculos 3D. O vocalista Andi Deris salientou que é uma capa diferente das anteriores por conter pouca variação de cor. De acordo com Martin, eles tentaram "criar um mundo de ideias, mantendo os elementos do 'Helloween clássico', como as abóboras de um lado e um olhar totalmente novo do outro. [...] Uma primeira inspiração veio do título do álbum, 'My God-Given Right' [Meu Direito Dado por Deus], e os títulos de algumas faixas, como "Swing of a Fallen World" [Balanço de um Mundo Arruinado], 'Lost in America' [Perdidos na América], 'Battle's Won' [A Batalha Está Vencida], etc. Durante minha pesquisa, eu me deparei com o blockbuster 'O Dia depois de Amanhã' e a ideia de deixar o mundo apenas para as 'abóboras' nasceu." Posteriormente, Andi explicou que as abóboras reunidas da capa refletiam a interpretação de Martin do título do álbum, pois ele teria entendido que o nome se referia a algum tipo de rebelião e articulação. Contudo, a real inspiração para o título (que também dá nome a uma faixa) é uma história envolvendo Andi, seu pai e seu filho:
| “ | 'My God-Given Right' foi na verdade algo que meu pai me disse quando terminei a escola e eu não sabia o que fazer com minha vida. Você tem um grande ponto de interrogação acima de sua cabeça, o que você deveria fazer? Eu definitivamente tinha aquele sonho de fazer música como tantas outras crianças têm, mas eu fui muito afortunado de ter um pai que me apoiou totalmente. Ele disse 'você é meu único filho - se eu te vejo feliz, você me faz feliz e é o seu direito dado por Deus fazer o que quer com sua vida, ou ao menos tentar. E o que quer que você faça, estarei atrás de você.' E meu próprio filho no ano passado estava mais ou menos me perguntando a mesma coisa, então voltaram os dias com meu pai. Eu disse a meu filho o que seu avô me disse e eu pensei ser um título bonito para uma canção. | ” |

Numa entrevista posterior, ele aprofundou seu pensamento, explicando que ele não tinha vontade de seguir "o líder" e "as regras" como um "bom alemão", mas sim seguir seus próprios sonhos. Ele também mencionou o alto número de alemães de sua geração que cometeram suicídio, o que ele atribui ao fato de eles não terem seguido seus sonhos.

## Temática das letras
Perguntado sobre a temática das letras álbum, se comparada com as faixas politizadas do antecessor Straight Out of Hell, Andi explicou que a banda não queria um álbum pessimista para marcar seu aniversário de 30 anos, mas citou "Swing of a Fallen World" e "You, Still of War" como exemplos de faixas que ficam de fora do espectro do "Feliz Feliz Helloween". Ainda segundo ele, as músicas passam pelas vidas dos membros.
A abertura "Heroes" se refere aos heróis de todo dia, como pessoas pobres que "lutam todos os dias para sobreviver e ter algo em suas mesas", pessoas pedindo um trocado nas ruas e aqueles que fazem qualquer ato de caridade e gentileza. "Battle's Won" foi definida como uma canção "sobre essas senhoras e senhores que fazem dinheiro negociando vidas por armas".
A inspiração para a faixa título é a mesma do título do álbum. Ela recebeu um vídeo promocional dirigido por Oliver Sommer do AVA Studios. O vídeo mostra uma guerreira fugindo e se defendendo de um exército de "soldados-abóboras robóticos" até que ela fica encurralada e decide jogar uma bomba com o formato da tocha da Estátua da Liberdade neles. As áreas industriais abandonadas que serviram de cenário para o vídeo existem de verdade na Alemanha (veja Maxhütte (Sulzbach-Rosenberg) para mais informações em alemão). Segundo Sommer, o vídeo é propositalmente parecido com filmes pós-apocalípticos. Intercaladas a essas cenas, a banda é vista tocando num local próximo.
"Stay Crazy" trata das implicações de se tocar em uma banda e ser constantemente considerado "anormal" pelas pessoas, e é também uma espécie de reflexão dos 30 anos de carreira deles e como eles querem continuar assim. Andi a comparou às canções da era Master of the Rings. "Lost in America" conta uma história real envolvendo a banda. Eles estavam em um aeroporto não-especificado, e o voo deles foi cancelado, obrigando-os a aguardar por 17 horas pelo próximo. Quando finalmente decolaram, o piloto eventualmente comunicou aos passageiros que algo estava errado no avião e que eles teriam de voltar ao aeroporto pois não sabiam sequer onde estavam - estavam "perdidos na América" (Lost in America). O baixista Markus Grosskopf também disse que eles beberam tanta cerveja que a tripulação teve de pedir que eles parassem. O título da faixa refere-se à porção sul do continente.
"Russian Roulé" é um trocadilho envolvendo Roleta russa (Russian roulette, em inglês) e "rock and roll"; a faixa fala sobre terminar a escola e não ter certeza sobre o que fazer da vida, baseada na própria experiência de Andi de querer ser um músico e não ser levado a sério pelas pessoas por conseguinte. O guitarrista Sascha Gerstner descreveu "The Swing of a Fallen World" como a faixa mais sombria do álbum e, como Andi, identificou elementos de Black Sabbath nela, enquanto Andi a comparou com as faixas da era The Dark Ride. "Like Everybody Else" teve algumas partes gravadas nas sessões do Straight Out of Hell. Foi escrita por Sascha sobre algumas pessoas não o compreendendo quando ele era criança e sobre tentar ser você mesmo a despeito do que as pessoas digam ou façam.
"Creatures in Heaven" teoriza se o paraíso existe, onde ele está e que tipo de criaturas o habitam. Michael, que escreveu a faixa, disse que tentou capturar a essência dos bares de hard rock  na introdução da faixa. "If God Loves Rock 'n' Roll" mostra a banda propondo a teoria de que Deus gosta de rock 'n' roll e heavy metal, ou "senão ele não nos permitiria a nós e a todos os outros fazermos o que estamos fazendo", como explicou Markus. Andi confirmou que era uma canção influenciada pelo Kiss.
"Living on the Edge" trata de um garoto que "não se agarra mais à sociedade" e eventualmente não vê outra saída senão entrar para o mundo do crime e como ele não consegue fazer com que a sociedade volte a reconhecê-lo como uma pessoa correta. "Clawns" tirou inspiração de "Achilles Last Stand", do Led Zeppelin; "Barracuda", do Heart e "Livin' My Life for You", do Pink Cream 69. A faixa fala de um objeto ou ser voador não especificado que voa por aí procurando sua presa.
"You, Still of War" é a faixa de encerramento do álbum regular e a mais longa de todas as edições; ela conta a história de uma bomba nuclear que é a única sobrevivente de uma guerra. Andi explicou:
| “ | Essa é uma questão bem séria. Bombas falando ao último sobrevivente da humanidade então é um tema muito brutal, na verdade. Que poderia automaticamente acontecer se nós voltássemos o tempo para de onde nós viemos. Porque nós todos crescemos nos anos 80, e a nova geração nem sabe sobre todas aquelas coisas, sobre um sentimento que nós tivemos com toda a merda nuclear russa e estadunidense acontecendo e na verdade às vezes nós na Alemanha pensávamos que, OK, se algo acontecer nós desaparecemos do mapa de qualquer forma, porque quando uma guerra acontece seria em algum lugar no meio da Europa e o meio da Europa é a Alemanha então nós todos crescemos sabendo que amanhã poderia ser o último dia. | ” |

## Faixas
| Edição regular |                                                                 |                 |         |  |
| N.º            | Título                                                          | Compositor(es)  | Duração |  |
| 1.             | "Heroes" (Heróis)                                               | Sascha Gerstner | 3:53    |  |
| 2.             | "Battle's Won" (A Batalha Está Vencida)                         | Michael Weikath | 4:53    |  |
| 3.             | "My God-Given Right" (Meu Direito Dado por Deus)                | Andi Deris      | 3:30    |  |
| 4.             | "Stay Crazy" (Permaneça Louco)                                  | Andi            | 4:04    |  |
| 5.             | "Lost in America" (Perdidos na América)                         | Andi            | 3:35    |  |
| 6.             | "Russian Roulé" (Roulé Russo)                                   | Andi, Sascha    | 3:52    |  |
| 7.             | "The Swing of a Fallen World" (O Balanço de um Mundo Arruinado) | Andi            | 4:53    |  |
| 8.             | "Like Everybody Else" (Como Todos os Outros)                    | Sascha          | 4:03    |  |
| 9.             | "Creatures in Heaven" (Criaturas no Paraíso)                    | Michael         | 6:36    |  |
| 10.            | "If God Loves Rock 'n' Roll" (Se Deus Ama Rock 'n' Roll)        | Andi            | 3:20    |  |
| 11.            | "Living on the Edge" (Vivendo no Limite)                        | Markus          | 5:19    |  |
| 12.            | "Claws" (Garras)                                                | Michael         | 5:52    |  |
| 13.            | "You, Still of War" (Você, Retrato da Guerra)                   | Sascha, Andi    | 7:21    |  |

| Faixas Bônus da edição limitada |                                            |        |         |  |
| N.º                             | Título                                     | Letras | Duração |  |
| 14.                             | "I Wish I Were There" (Eu Queria Estar Lá) |        | 4:11    |  |
| 15.                             | "Wicked Game" (Jogo Perverso)              |        | 3:56    |  |

| Faixas Bônus da edição digital |                                            |        |         |  |
| N.º                            | Título                                     | Letras | Duração |  |
| 14.                            | "I Wish I Were There" (Eu Queria Estar Lá) |        | 4:11    |  |
| 15.                            | "Wicked Game" (Jogo Perverso)              |        | 3:56    |  |
| 16.                            | "Free World" (Mundo Livre)                 |        | 3:34    |  |

| Faixas bônus da edição earbook |                                                    |        |         |  |
| N.º                            | Título                                             | Letras | Duração |  |
| 14.                            | "I Wish I Were There" (Eu Queria Estar Lá)         |        | 4:11    |  |
| 15.                            | "Wicked Game" (Jogo Perverso)                      |        | 3:56    |  |
| 16.                            | "Nightmare" (Pesadelo)                             |        | 4:43    |  |
| 17.                            | "More Than a Lifetime" (Mais que uma Vida Inteira) |        | 3:55    |  |

## Recepção

### Recepção da crítica
| Críticas profissionais | Críticas profissionais |
| Avaliações da crítica  | Avaliações da crítica  |
| Fonte                  | Avaliação              |
| ---------------------- | ---------------------- |
| Rockcor                | [ 13 ]                 |
| Skulls N Bones         | [ 14 ]                 |
| Metal Hammer           | 6/7                    |
| Allmusic               | [ 16 ]                 |
| All About The Rock     | 6/10                   |
| Metal.de               | 9/10                   |

My God Given Right recebeu de críticas mixas a positivas ao ser lançado.
Escrevendo para o All About The Rock, Tim Jones disse que "se você gosta que o seu metal ainda soe como soava nos anos 80 e no começo dos 90, você provavelmente amará isso, mas se você nunca ouvir Helloween antes há álbuns melhores para se começar". Jason Z., do Skulls N Bones, criticou a maior parte das faixas, concluindo que "há algumas estrelhas brilhantes em My God Given Right, mas elas ficam à sombra das maçãs ruins que estão apodrecendo."

### Paradas
| Parada (2015)                                 | Melhor posição |
| --------------------------------------------- | -------------- |
| Alemanha (Offizielle Deutsche Charts)         | 8              |
| Áustria (Ö3 Austria Top 40)                   | 30             |
| Bélgica (Ultratop Flandres)                   | 71             |
| Bélgica (Ultratop Valônia)                    | 54             |
| Espanha (PROMUSICAE)                          | 21             |
| Estados Unidos (Top Rock Albums)              | 27             |
| Estados Unidos (Top Hard Rock Albums)         | 9              |
| Estados Unidos (Billboard Independent Albums) | 25             |
| Estados Unidos (Top Tastemaker Albums)        | 18             |
| Finlândia (Suomen virallinen lista)           | 5              |
| França (SNEP)                                 | 61             |
| Hungria (MAHASZ)                              | 15             |
| Itália (FIMI)                                 | 42             |
| Noruega (VG-lista)                            | 37             |
| Países Baixos (Dutch Charts)                  | 73             |
| Suécia (Sverigetopplistan)                    | 22             |
| Suíça (Schweizer Hitparade)                   | 14             |

## Créditos
Banda
- Andi Deris – vocal
- Michael Weikath – guitarra
- Sascha Gerstner – guitarra e vocal de apoio
- Markus Grosskopf – baixo
- Dani Loeble – bateria

Pessoal técnico
- Charlie Bauerfeind - produção
- Martin Häusler - capa